# Ruokonen (sjö i Juankoski, Norra Savolax)
Ruokonen är en sjö i kommunen Kuopio (före 2017 Juankoski kommun) i landskapet Norra Savolax i Finland. Sjön ligger 87,8 meter över havet. Den är 14,5 meter djup. Arean är 39 hektar och strandlinjen är 3,34 kilometer lång. Sjön  ingår i Vuoksens huvudavrinningsområde.   Den ligger omkring 32 kilometer öster om Kuopio och omkring 360 kilometer nordöst om Helsingfors. 